# کوسه کوتوله ریزچشم
کوسه کوتوله ریزچشم (نام علمی: Squaliolus aliae) نام یک گونه از راسته خاردارکوسه‌سانان است.